# Walter I. Smith
Walter Inglewood Smith (* 10. Juli 1862 in Council Bluffs, Iowa; † 27. Januar 1922 ebenda) war ein US-amerikanischer Jurist und Politiker. Zwischen 1900 und 1911 vertrat er den Bundesstaat Iowa im US-Repräsentantenhaus.

## Werdegang
Walter Smith besuchte die öffentlichen Schulen seiner Heimat. Nach einem anschließenden Jurastudium und seiner im Jahr 1882 erfolgten Zulassung als Rechtsanwalt begann er in Council Bluffs in seinem neuen Beruf zu arbeiten. Zwischen 1890 und 1900 war er Richter im 15. Gerichtsbezirk von Iowa. Politisch war Smith Mitglied der Republikanischen Partei.
Nach dem Rücktritt des Kongressabgeordneten Smith McPherson wurde er als Kandidat seiner Partei im neunten Wahlbezirk von Iowa in das US-Repräsentantenhaus in Washington, D.C. gewählt. Dort trat er am 3. Dezember 1900 sein neues Mandat an. Da er bei den folgenden regulären Kongresswahlen jeweils bestätigt wurde, konnte Smith bis zu seinem Rücktritt am 15. März 1911 im Kongress verbleiben. Während seiner Zeit im US-Repräsentantenhaus begann der Bau des Panamakanals unter amerikanischer Federführung.
Am 15. März 1911 legte Walter Smith sein Abgeordnetenmandat nieder, nachdem er von US-Präsident William Howard Taft als Nachfolger von Willis Van Devanter zum Richter am Bundesberufungsgericht für den achten Gerichtskreis ernannt worden war. Dieses Amt bekleidete Smith bis zu seinem Tod im Januar 1922.